# Lois Lane (Smallville)
Lois Lane egy kitalált szereplő a Smallville című amerikai televíziós sorozatban. Első megjelenése a sorozat negyedik évadának első, Keresztes háború című epizódjában volt. A szereplő állandó megszemélyesítője Erica Durance. Az eredetileg képregényszereplő Lois Lane-t Jerry Siegel író és Joe Shuster rajzló alkották meg 1938-ban, Superman nevű képregényhősük kalandjainak egyik mellékszereplőjeként, akit romantikus szálak fűztek a főhőshöz. A szereplő televízióra való adaptációját Alfred Gough és Miles Millar készítette le 2001-ben.
Gough és Millar sorozatában Lois azért érkezik Smallville városába a negyedik évad kezdetén, hogy állítólag elhunyt unokatestévere, Chloe Sullivan halálának körülményei után nyomozzon. Miután kiderül, hogy Chloe életben van, és hogy utolsó vizsgája nem sikerült, Lois kénytelen beiratkozni a város középiskolájába, hogy megszerezze maradék kreditpontjait. A cselekmény előrehaladtával Lois egyre nagyobb érdeklősét mutat az újságírás iránt: a negyedik évadban a középiskola Fáklya nevű lapjában jelenik meg néhány cikke, a hatodik évadban az metropolisi Inquisitor-hoz került, majd pedig a hetedik évadban a Daily Planet alkalmazza őt. A negyedik, ötödik, hatodik és hetedik évad során a sorozat főszereplőjével, Clark Kenttel való kapcsolata inkább testvéries, melyben nem ritkák az összetűzések sem. A nyolcadik évadban Lois rájön, hogy ennél jóval többet is érez Clark iránt.
Gough és Millar a kezdetektől szerették volna bevonni Lois Lane-t is a sorozatban, de ez egészen a harmadik évadban évad végéig nem látszott lehetségesnek, a megfelelő történetszál hiánya miatt. A képregénysorozat kultikus figurájává vált újságírónő szerepét végül Erica Durance-ra osztották. A Smallville Lois Lane-jét a sorozat alkotói úgy formálták meg, hogy z a filmtörténet karakteres női szereplőihez hasonló tulajdonságokat hordozzon magában. A képregényszereplő korábbi filmes és televíziós adaptációitól a Smallville-ben látható Lois Lane-t „önfejűen független” jellemvonása különbözteti meg.

## Megjelenései a sorozatban
Lois Lane először a negyedik évad első, Keresztes háború című epizódjában tűnt fel, melyben azért érkezik Smallville városába, hogy halottnak hitt unokatestvére, Chloe Sullivan (Allison Mack) halálának körülményei után nyomozzon. Ennek során, az évad második epizódjában ismerkedik meg Clark Kenttel (Tom Welling). Kettejüknek sikerül kideríteni, hogy Chloe valójában él, és hogy tanúvédelem alatt áll egészen a milliomos Lionel Luthor (John Glover) tárgyalásáig, aki ellen vallomást készül tenni. Eközben Lionel is rájön az igazságra, és arra készül, hogy megöltei a lányt. A bérgyilkost Lois-nak és Clarknak sikerül megfékeznie, Chloe így vallomást tehet a bíróság előtt.
Mielőtt Lois feladata végeztével elhagyhatná a kisvárost, az apja, Sam Lane tábornok (Michael Ironside) tudatja vele, hogy az iskolájában az utolsó sikertelen vizsgája miatt nem szerzett elég kreditpontot, így önkényesen beíratta őt a Smallville-i középiskolába, hogy ott fejezze be az utolsó évét. Lois átmenetileg a Kent családdal farmján kapott szállást. A Látszat című epizódban Chloe meggyőzi őt arról, hogy a középiskola Fáklya nevű újságjának riportere, amivel szerezhet néhány kreditpontot is. Clark a Rajongás című epizódban barátja, Lex Luthor (Michael Rosenbaum) segítségével még a tanév vége előtt hozzásegíti Lois-t a hiányzó kreditpontjaihoz, aki így a Metropolis-i egyetemen folytathatja a tanulmányait és elköltözik a farmról.
Az ötödik évad Fanatikus című epizódjában Jonathan Kent (John Schneider), aki az állami szenátorválasztás egyik jelöltje, megkéri Lois-t, hogy legyen az új kampányfőnöke. Miután Martha Kent (Annette O’Toole) férje halála után átveszi a jelöltséget a megboldogult Jonathantől, Lois az ő kampányfőnökeként folytatja munkáját a Törékeny című epizódban. A hatodik évad Tüsszentés című epizódjában Lois-ban felébred az újságírás iránti érdeklődés, miután futás közben a derült égből majdnem rázuhan egy pajta ajtaja. A cikkét az Inquisitor című szenzációhajhász lap veszi meg, és Lois-nak is riporteri állást kínál. A Sorvadás című epizódban Lois a milliomos Oliver Queennel (Justin Hartley) kezd randevúzni, aki azonban nem is sejti, hogy valójában ő a Zöld Íjász nevű álarcos törvényenkívüli igazságosztó. Queen titka azonban gyakran okoz feszültséget a kettejük kapcsolatában. A Hydro című epizódban Lois arra következtet, hogy Oliver a Zöld Íjász, és kitalál egy tervet, hogy erről bizonyságot is szerezhessen. Clark és Oliver azonban rájönnek a tervre, és egy fellépés erejéig Clark ölti magára a Zöld Íjász öltözékét, hogy így Oliverről elterelje Lois a gyanúját. Mikor Oliver az Igazság című epizódban úgy dönt, hogy elhagyja Metropolis-t, hogy felderítse és lerombolja Lex minden kísérleti létesítményét, a kettejük kapcsolata is végetér. A Prototípus című epizódban Lois felfedezi, hogy Lex katonákon végez kísérleteket, akik közül az egyik régen a legjobb barátja volt. Enne következményeképpen Lois a hatodik évad utolsó epizódjában Lex LuthorCorp nevű vállalatának kutatásai után kezd nyomozni.
A hetedik évadának Kara című epizódjában, miközben Lex titkos aktái között kutat, Lois raábukkan egy földönkívüli űrhajóra. Az erőfeszítései révén, hogy egy új sztorit írjon a történetből, sikerül új álláshoz jutnia a Daily Planet-nél unokatestvérével, Chloéval együtt. A Harag című epizódban Lois romantikus kapcsolatba kerül a szerkesztőjével, Grant Gabriellel (Michael Cassidy. Kettejük kapcsolata Chloe és Lex tudomására jut a Kék című epizódban. Míg Chloe attól tart, hogy munkatársaik azt fogják hinni, hogy Lois a férfihoz fűződő kapcsolata révén jutott álláshoz a lapnál, addig Lex attól fél, hogy így Lois rájöhet Grant valód kilétére. A Gemini című epizódban Lois és Grant úgy döntenek, hogy szakítanak. A nyolcadik évad első epizódjában Lois úgy hiszi, hogy Chloét Lex miatt tartoztatták le a Nemzetbiztonsági Hivatal emberi. A Luthor birtokon próbál információhoz jutni unokatestvére hollétéről, akit Clark segítségével sikerült megmentenie. A Plastique című epizódban Lois a szárnyai alá veszi Clarkot, aki újságírótanoncként munkát kapott a Daily Planet-nél, egy íróasztalt Lois mellett. Az idő múlásával Lois rájön, hogy egyre erősebb érzelmek fűzik Clarkhoz, míg végül a Committed című epizódban bevallja, hogy szerelmes a fiúba, később pedig, a Bride című epizódban beismeri Olivernek, hogy még soha nem érzett ilyesmit senki iránt. Ugyanebben az epizódban Lois és Clark már majdnem megcsókolják egymást, mikor Clark egykori szerelme, Lana Lang (Kristin Kreuk) felbukkanása megzavarja őket.

## Ábrázolása

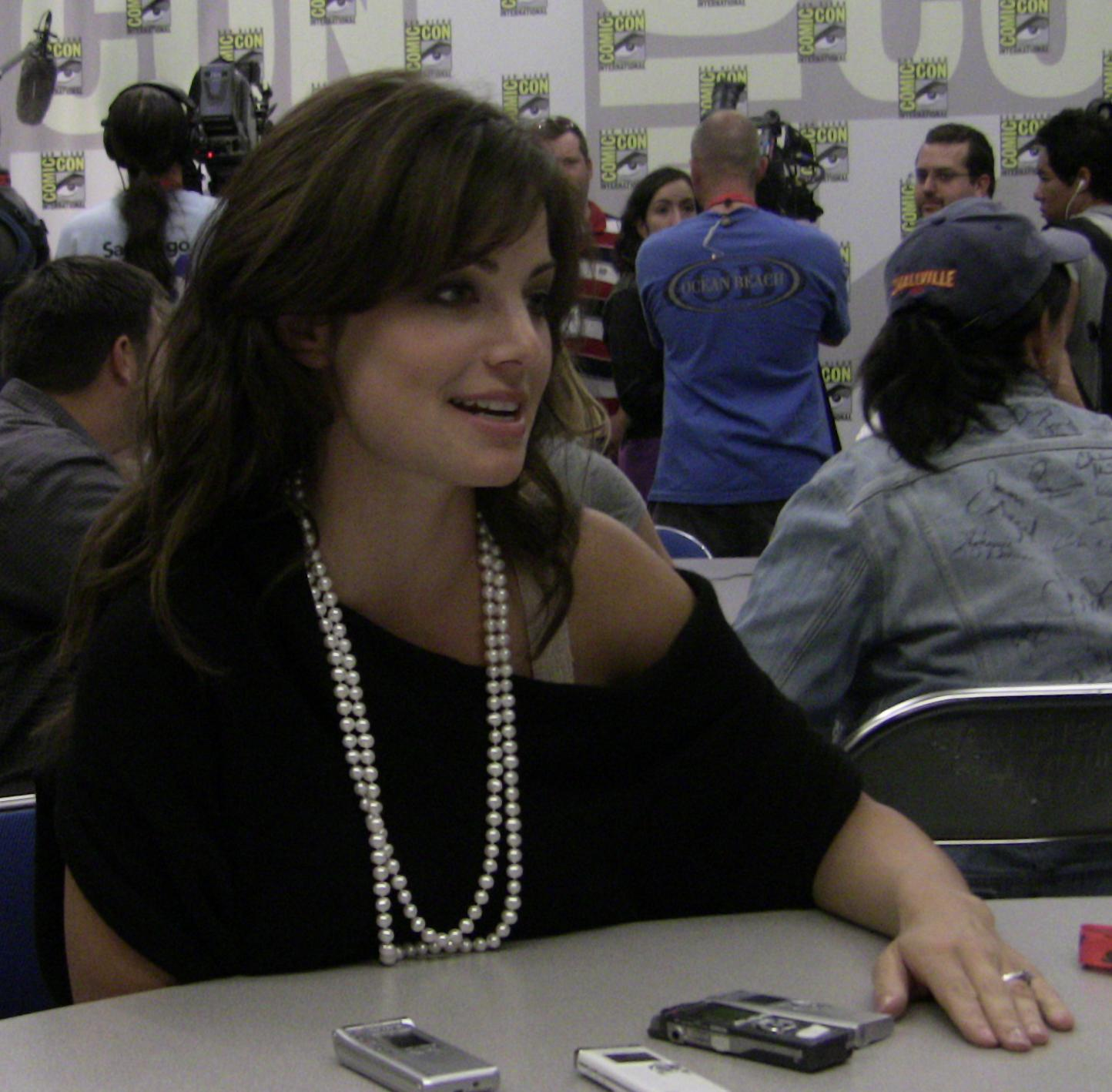
Erica Durance a 2009-es San Diegó-i Comic-Con találkozón

Al Gough nyilatkozata szerint a Smallville producerei a kezdettől szerették volna bevonni Lois Lane-t is a sorozatba, és csak a megfelelő alkalomra vártak, ami Chloe látszólagos halálával érkezett el a harmadik évad végén. Gough magyarázata szerint a szereplőválogatás alkalmával a Christopher Reeve főszereplésével készült Superman-filmek Margot Kidder által alakított Lois Lane-jét keresték. Olyan színésznőt kerestek, aki „csinos”, „eszes” és „humoros” is. Gough nyilatkozata szerint a feladat ugyanolyan nehéz volt, mint mikor a sorozat pilot-epizódjához keresték a megfelelő színészeket. Lois Lane szerepére több tucat jelentkező volt, de az alkotói stáb véleménye csak Erica Durance felvételének megtekintése után vált egységessé, miszerint megtalálták azt, akit kerestek a sorozat számára. „Volt benne egy bizonyos rámenősség. Kitartó volt, szexi és közvetlen.” – nyilatkozta Greg Beeman, a Smallville egyik vezető producere. Durance kiválasztásánál egy további fontos szempont volt, hogy a színésznő és Tom Welling között már az első forgatási napon remek volt az összhang.
Durance már három nappal azután forgatott, hogy megkapta Lois Lane szerepét, így ideje sem volt felkészülnie rá. Az eredeti megállapodás értelmében Durance csupán négy epizódban alakította volna Lane-t. Az alkotóknak Peter Roth-tal, a Warner Bros. TV elnökével való további egyeztetés után azonban sikerült megegyezniük a szereplő további megjelenéseiről is. Az engedélyezés után az alkotó csapat úgy döntött, hogy Lois-t a Kent farmon tartják, hogy minél közelebbi kapcsolatban maradhasson Clarkkal. Hogy Lois és Lana megjelenését és kinézetét minél jobban megkülönböztessék egymástól, Durance-nak ki kellett melíroznia a haját, mivel az túlságosan hasonlított a szintén barna Kristin Kreukéra.
A magyar változatban Sánta Annamária kölcsönzi a hangját.

## A szereplő fejlődése

### A cselekmény hatásai
A sorozat egyik írója, Brian Peterson magyarázata szerint Gough és Millar a Smallville pilot-epizódjában Clarkot és Lexet, mint a legjobb barátokat mutatták be, holott az eredeti képregényben ősellenségek. Ebből az ötletből kiindulva Lois Lane-t, Clark képregénybeli legnagyobb szerelmét ha nem is ellenségként, de olyan szereplőként szerették volna bemutatni, akivel Clark egyáltalán nem jön ki, és kezdetben kölcsönösen nem is igazán kedvelik egymást. Az írók a hatodik évadban kezdték életre kelteni a szereplő újságírói ambícióit, aki így először egy szenzációhajhász lapnál helyezkedik el. Kelly Souders, a sorozat egy másik írója úgy véli, hogy ha Superman-képregények egy másik jelentős mellékszereplőjének, Perry White-nak a harmadik évad Perry című epizódjában megfelelt egy efféle szennylap, akkor a kezdő Lois Lane-nek is megfelelő lesz. A szereplő személyisége ezáltal további mélységet kaphat, amint a sorozat bemutatja a vívódását, mielőtt még azzá az újságíróvá válik, „akit mindenki ismer és szeret”. Miután Lois a Daily Planet munkatársa lett, az írók a szereplő „fekete-fehér” látásmódján is változtatni kezdtek, hogy felfedezze, hogy nem csak ez a két szélsőség létezik, hanem van középút is. A nyolcadik évad során, mikor Clark is a laphoz kerül, Durance véleménye szerint Lois egyre felnőttesebben viselkedik, mikor mentori szerepet vállal, és segíteni kezdi Clarkot. A színésznő magyarázata szerint a nyolcadik évad a szereplők számára fontos lecke a kettősségről. Clark felismeri, hogy két külön személlyé kell válnia, ha szeretné megmenteni a világot, de eközben hétköznapi élet is élni. Lois-ra ez hasonlóképpen igaz. Miközben munkájában hatalmas önbizalom jellemzi, addig legbelül bizonytalan a Clarkal szembeni érzelmeivel, akibe jobban beleszeretett, mint bárki másba azelőtt.

### Jellemzése
A Smallville-ben látható Lois Lane jellemének kialakításakor az írók olyan klasszikus, erős női szereplőkből indultak ki, mint például Az elveszett frigyláda fosztogatói-ban Karen Allen által alakított Marion Ravenwood volt. Todd Slavkin úgy írta le a szereplőt, aki tapasztalatait a való világban szerezte, és aki jóval felnőttesebb, mint a sorozat többi szereplője. Durance úgy érzi, hogy az általa alakított Lois Lane számos olyan tulajdonságot tükröz, melyeket az alkotók eredetileg is elképzeltek a szereplő számára, köztük azt a „feszült energiát”, mellyel a lány önmagát keresi. Durance a közte és Lois közötti hasonló vonások között kiemelte a szereplő pimasz és független természetét, bár ő nem érzi magát annyira dinamikusnak, mint Lois. Gough úgy jellemezte Lois-t, mint aki az életből szerezte tapasztalatait, és éppen ezért igen talpraesett. Durance szerint Lois „szenvedélyesen független” jellem, de nem fél beismerni hibáit sem, amiket egyáltalán nem is szégyell. Lois fiús lány, ugyanakkor sebezhető és Gough vélemény szerint „kicsit neurotikus” is. John Kubicek, a BuddyTV egyik írója szószátyár nőként jellemzi Lois-t, aki annak ellenére, hogy a legapróbb kellemetlenség miatt is képes panaszkondi, tud vigyázni magára. Nem tart attól, hogy bajba keveredik, még akkor sem, ha abból egymagának kell kikeverednie.

### Kapcsolatai
Lois Lane-t egyik legfontosabb kapcsolata Clarkhoz köti, aki a képregénytörténetekben az újságírónő férje. A Smallville-ben a két szereplő kapcsolata folyamatosan fejlődik. Darren Swimmer az ötödik évadot úgy jellemezte ennek a kapcsolatnak a tekintetében, hogy a két szereplő között „némiképp felengedett a jég”. Lois és Clark még mindig nehezen jönnek ki egymással, de a nézők már láthatják a kettejük közötti vonzalom kialakulását, és azt, hogy szükség esetén mindketten ott vannak a másik számára. Erica Durance nyilatkozata szerint ebben az évadban még teljesen világos, hogy bármelyikük is tisztában lenne ezzel a vonzalommal, de a kettejük közötti élcelődések már egy bensőségesebb viszonyt vetítenek előre. Durance véleménye szerint Lois távolságtartása miatt, még ha csak egy pillanatra is romantikus gondoltai támadnának Clark irányában, komolytalannak érezné és azonnal elhessegetné a dolgot, mivel még nem áll készen egy effajta bensőséges viszonyra. A színésznő megítélése szerint a két szereplő számára az ötödik évad még túl korai lett volna, hogy „szerelembe essenek”, mivel még csak akkor kezdték megismerni egymást. Brian Peterson író magyarázata szerint a hatodik évad során Lois Oliver Queennel való viszonya, melyben a nő kész lenne elfogadni szerelme titkos életét, mint a Zöld Íjász, valójában Clarkkal való jövőbeli kapcsolatát tükrözi. A nézők számára azonban a hatodik évadban még mindig nem válik teljesen egyértelművé, a Lois és Clark közötti kapcsolat jövője. Durance véleménye szerint ekkor még egyikük sem akarná hivatalosan megnevezni az egymáshoz fűződő viszonyukat. Már mindketten megtanulták, hogy hogyan kezeljék a másikat, de még mindig vannak pillanatok és helyzetek, amikben kellemetlenül érzik magukat. Lois és Clark egyelőre meg vannak elégedve a formálisan testévéri kapcsolatnak nevezett viszonnyal ami összeköti őket, és megpróbálják kideríteni, hogy valójában mit is éreznek a másik iránt.

## Kritikák és a szereplő megítélése
Erica Durance Lois Lane szerepében való alakításáért kétszer volt jelöltje a Szaturnusz-díj „legjobb mellékszereplő”-kategóriájában. Az első jelölést 2005-ben, a sorozatban töltött első évada után, a másodikat egy évvel ezt követően kapta. A Smallville hetedik évadának vége előtt Daniel Phillips, az IGN egyik írója cikkében összevetette a megelőző három évtized során a szerepben feltűnt színésznők alakítását melyben Erica Durance szereplését értékelte a legjobbnak. Phillips megjegyezte azt is, hogy bár Margot Kidder tudta leginkább megragadni a képregényszereplő Lois Lane személyiségét, összességében Durance formálta meg a legjobban a szereplőt, mely során igen közel került Margot alakításához is. „Durance intelligens, tettre kész, humoros és veszélyesen kíváncsi Lois-t alakít – pontosan olyan nőt, akibe Clark Kent beleszeretne.” – írta Phillips. Mike Moody, a TV Squad egyik írójának véleménye szerint Lois Lane az egyike azon öt érvnek, amikért érdemes figyelemmel követni a Smallville nyolcadik évadát. Moody Durance Lois Lane-alakítását, az egyik legjobbnak nevezte, mivel „kitartónak, eszesnek, szexinek és bolondosnak” ábrázolja a szereplőt, mellyel megelőzi Kate Bosworth, a Superman visszatér-ben nyújtott alakítását. John Kubicek a BuddyTV-től Durance Lois Lane-jének stílusát az 1940-es évek amerikai screwball comedy-filmjeiben látható színésznők alakításához hasonlította.